# KZ1 (яхта)

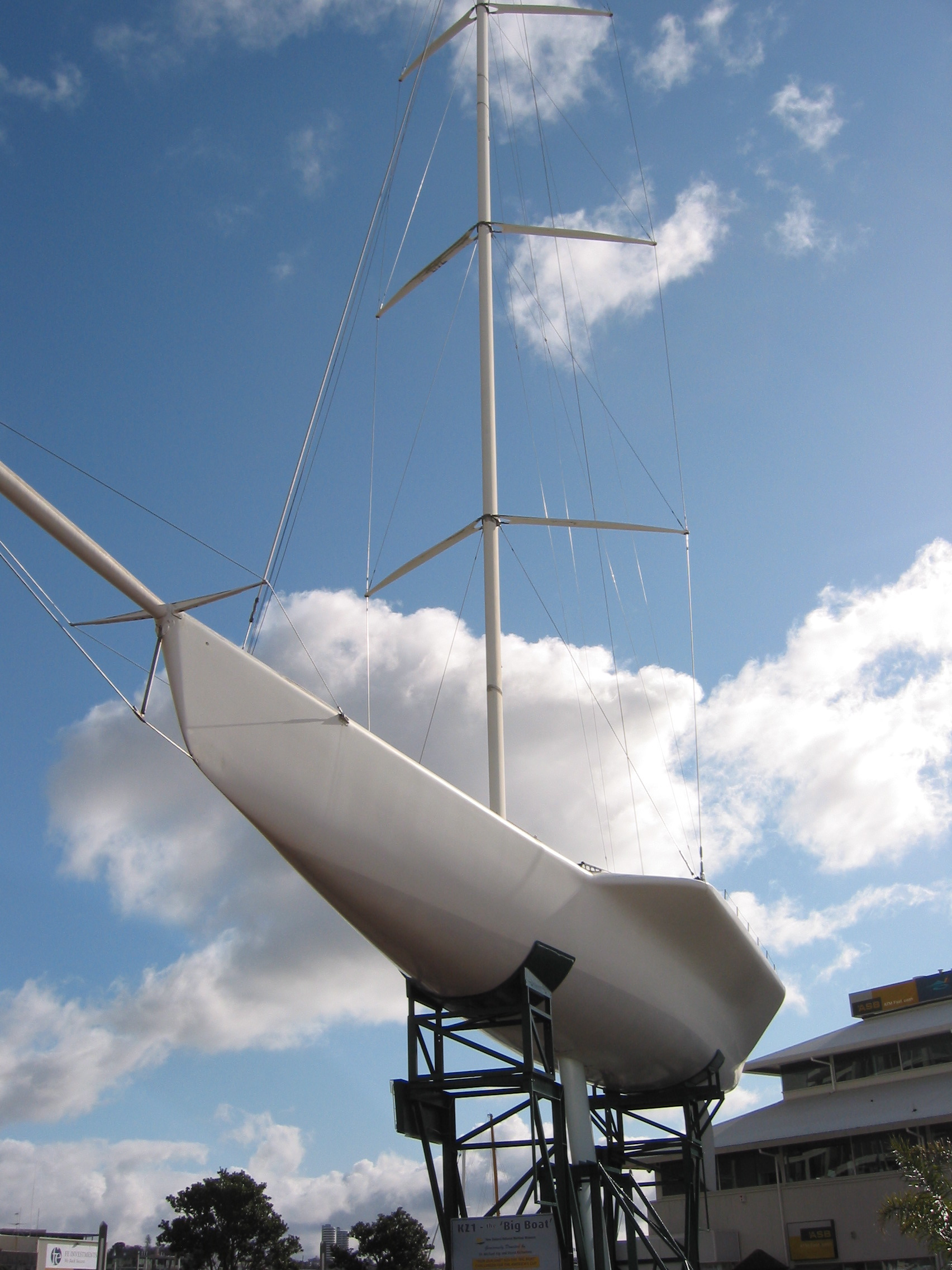
KZ1 біля Морського музею Окленда, Нова Зеландія

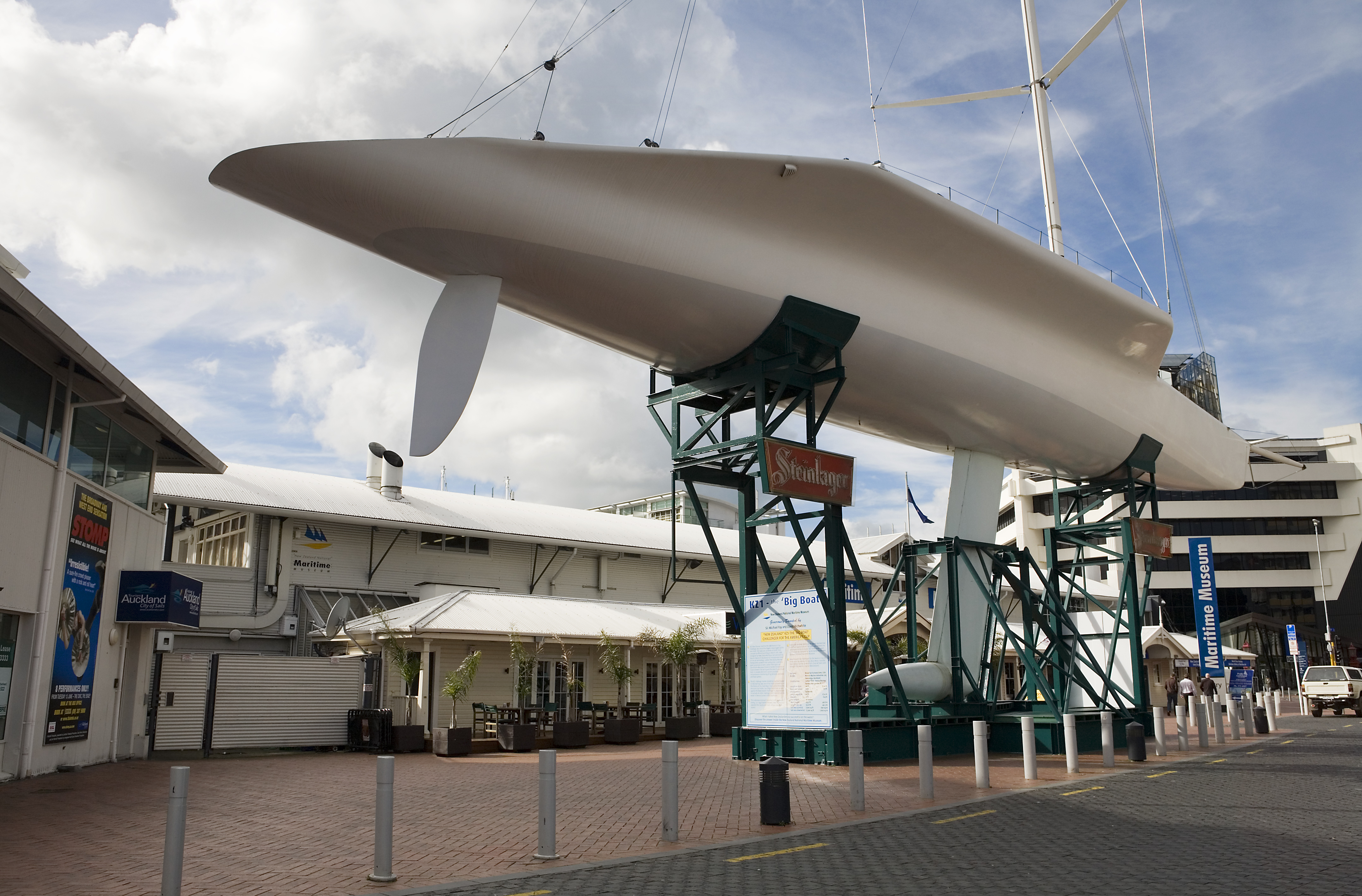

KZ1 — вітрильна яхта, спроєктована Брюсом Фарром для участі в 27-му розіграші Кубка Америки в 1988 році.

## Історія
Яхта була побудована в Новій Зеландії. Спорудження KZ1 спонукало Денніса Коннера, главу американського синдиката, побудувати 18-метровий катамаран Star & Stripes. Коннер виграв Кубок, однак ця перемога була оскаржена в суді.
В даний час KZ1 стоїть на п'єдесталі біля Морського музею Окленда, Нова Зеландія.

## Технічні характеристики
- Довжина по ватерлінії (LWL): 27.43 м
- Ширина: 8,07 м
- Осадка: 6.40 м
- Висота щогли: 46.78 м
- Парусність (без спінакера): 627 м²
- Парусність макс.: 1600 м²
- Водотоннажність: 39 тонн
- Екіпаж: чол. 30 — 40 осіб

### Порівняння з іншими яхтами Кубка Америки
| Назва    | Рік  | LOA     | LWL     | Площа вітрил | Висота щогли | Водотоннажність |
| -------- | ---- | ------- | ------- | ------------ | ------------ | --------------- |
| Reliance | 1903 | 43.89 м | 27.43 м | 1,501 м²     | 67.05 м      | 189 тонн        |
| Ranger   | 1937 | 41.15 м | 26.51 м | 701 м²       | 46.98 м      | 166 тонн        |
| KZ1      | 1988 | 36.57 м | 27.43 м | 627 м²       | 46.78 м      | 39 тонн         |